# Lèmur ratolí gris rogenc
El lèmur ratolí gris rogenc (Microcebus griseorufus) és una espècie de primat pertanyent a la família dels quirogalèids. Viu a la part occidental de Madagascar, en una zona propera a la Reserva Natural de Beza Mahafaly, al nord de Lamboharana.